# Endrosa radiata
Endrosa radiata är en fjärilsart som beskrevs av Karl Burmann 1955. Endrosa radiata ingår i släktet Endrosa och familjen björnspinnare. Inga underarter finns listade i Catalogue of Life.